# DEAR VENUS
「DEAR VENUS」(ディア ヴィーナス)は、UP-BEATの7枚目のシングルである。

## 解説
- 3枚目のアルバム『HERMIT COMPLEX』からの先行シングル。
- カップリング(B面)曲である『What am I? 〜勝手な話〜』の歌詞には、前々作シングル『NO SIDE ACTION』や前作シングル『Blind Age』と同じフレーズが登場している。

## 収録曲
| 全作詞・作曲: 広石武彦・柳川英巳、全編曲: UP-BEAT・佐久間正英。 |                             |                     |                     |      |
| #                                                               | タイトル                    | 作詞                | 作曲・編曲          | 時間 |
| 1.                                                              | 「DEAR VENUS」              | 広石武彦 ・柳川英巳 | 広石武彦 ・柳川英巳 | 3:46 |
| 2.                                                              | 「What am I? 〜勝手な話〜」 | 広石武彦 ・柳川英巳 | 広石武彦 ・柳川英巳 | 4:24 |